# Ebbie Goodfellow
Ebenezer Robertson Goodfellow (9 de abril de 1906 - 10 de setembro de 1985) foi um jogador e treinador canadense profissional em hóquei no gelo. Jogou na NHL durante catorze temporadas. Goodfellow foi um membro fundador da Detroit Red Wings Alumni Association, uma organização de caridade criada em 1959 e ainda em operação até o presente. Goodfellow foi introduzido no Hockey Hall of Fame em 1963 e serviu por vinte e um anos sobre o comitê de seleção do prêmio. Ele morreu de câncer e está enterrado no Cemitério Capela Branca, em Troy, Michigan.

## Estatísticas da carreira
| 1926–27    | Ottawa Montagnards | OCHL       | —   | 4   | 3   | 1   | 4   | —  | — | — | —  | —  |
| 1927–28    | Ottawa Montagnards | OCHL       | 15  | 7   | 2   | 9   | -   | 4  | 3 | 1 | 4  | —  |
| 1927–28    | Ottawa Montagnards | Allan Cup  | —   | —   | —   | —   | —   | 2  | 1 | 0 | 1  | —  |
| 1928–29    | Detroit Olympics   | CPHL       | —   | 26  | 8   | 34  | 45  | —  | — | — | —  | —  |
| 1929–30    | Detroit Cougars    | NHL        | 44  | 17  | 17  | 34  | 54  | —  | — | — | —  | —  |
| 1930–31    | Detroit Falcons    | NHL        | 44  | 25  | 23  | 48  | 32  | —  | — | — | —  | —  |
| 1931–32    | Detroit Falcons    | NHL        | 48  | 14  | 16  | 30  | 56  | 2  | 0 | 0 | 0  | 0  |
| 1932–33    | Detroit Red Wings  | NHL        | 40  | 12  | 8   | 20  | 47  | 4  | 1 | 0 | 1  | 11 |
| 1933–34    | Detroit Red Wings  | NHL        | 48  | 13  | 13  | 26  | 45  | 9  | 4 | 3 | 7  | 12 |
| 1934–35    | Detroit Red Wings  | NHL        | 48  | 12  | 24  | 36  | 44  | —  | — | — | —  | —  |
| 1935–36    | Detroit Red Wings  | NHL        | 48  | 5   | 8   | 13  | 69  | 7  | 1 | 0 | 1  | 4  |
| 1936–37    | Detroit Red Wings  | NHL        | 48  | 9   | 16  | 25  | 43  | 9  | 2 | 2 | 4  | 12 |
| 1937–38    | Detroit Red Wings  | NHL        | 29  | 0   | 7   | 7   | 13  | —  | — | — | —  | —  |
| 1938–39    | Detroit Red Wings  | NHL        | 48  | 8   | 8   | 16  | 36  | 6  | 0 | 0 | 0  | 8  |
| 1939–40    | Detroit Red Wings  | NHL        | 43  | 11  | 17  | 28  | 31  | 5  | 0 | 2 | 2  | 9  |
| 1940–41    | Detroit Red Wings  | NHL        | 47  | 5   | 17  | 22  | 35  | 3  | 0 | 1 | 1  | 9  |
| 1941–42    | Detroit Red Wings  | NHL        | 8   | 2   | 2   | 4   | 2   | —  | — | — | —  | —  |
| 1942–43    | Detroit Red Wings  | NHL        | 11  | 1   | 4   | 5   | 4   | —  | — | — | —  | —  |
| NHL totals | NHL totals         | NHL totals | 554 | 134 | 190 | 324 | 511 | 45 | 8 | 8 | 16 | 65 |